# Jean-Félix de Hemptinne
Jean-Félix de Hemptinne OSB (* 8. Dezember 1876 in Gent; † 6. Februar 1958 in Élisabethville, Belgisch Kongo) war ein belgischer römisch-katholischer Ordensgeistlicher und Apostolischer Vikar von Katanga.

## Leben
Jean-Félix de Hemptinne trat der Ordensgemeinschaft der Benediktiner in der Abtei Zevenkerken bei und legte am 21. März 1897 die Profess ab. Er empfing am 11. August 1901 das Sakrament der Priesterweihe. Anschließend wurde er als Missionar nach Belgisch Kongo entsandt. Am 6. August 1910 bestellte ihn Papst Pius X. zum ersten Apostolischen Präfekten von Katanga.
Am 15. März 1932 wurde Jean-Félix de Hemptinne infolge der Erhebung der Apostolischen Präfektur Katanga zum Apostolischen Vikariat erster Apostolischer Vikar von Katanga. Zudem ernannte ihn Papst Pius XI. zum Titularbischof von Milevum. Der Bischof von Brügge, Henricus Lamiroy, spendete ihm am 24. Juli 1932 die Bischofsweihe; Mitkonsekratoren waren der Bischof von Gent, Honoré-Jozef Coppieters, und der Weihbischof in Gent, Eugène Victor Marie Van Rechem.
2010 wurde eine Straße in Lubumbashi nach Jean-Félix de Hemptinne benannt. Sein Urgroßonkel Hildebrand de Hemptinne (1849–1913) war erster Abtprimas der Benediktinischen Konföderation.